# Récade

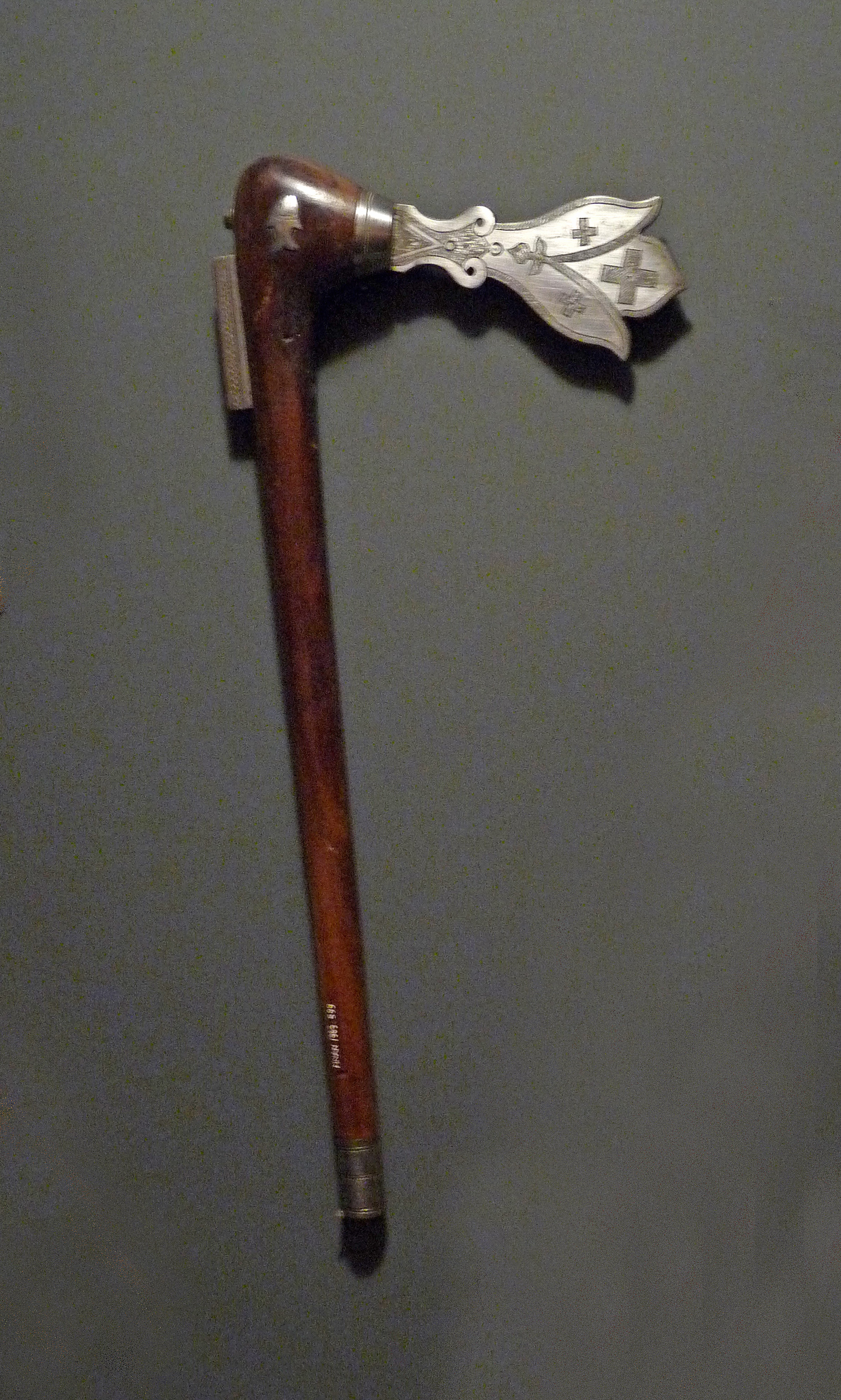
Récade du Bénin, Musée de la Compagnie des Indes de Lorient.

Une récade (ou makpo) est un sceptre royal de l'ancien royaume du Dahomey, en forme de crosse ou de hache. C'est l'un des symboles d'autorité du souverain, également un bâton de commandement remis au messager pour garantir à son destinataire l'authenticité du message royal. Le terme est en effet dérivé du portugais recado qui signifie « message » ou « commission ».
La récade comporte généralement un manche coudé de cinquante centimètres environ, parfois clouté de métal. La lame est découpée ou décorée d'un motif symbolique en métal rapporté. Il peut s'agir du symbole d'un roi d'Abomey : un lion pour Glélé, un requin dans le cas de Behanzin. Certaines récades sont entièrement recouvertes d'argent ou de cuivre jaune.
Léopold Sédar Senghor y fait référence dans son recueil Éthiopiques (1956) : « Politesse du prince ! Et sa récade d’or » ; « J’attendrai ta récade au poing de tes courriers… ». Aimé Césaire fait de même dans sa pièce La Tragédie du roi Christophe (1963) : « Ainsi le roi du Dahomey salue l'avenir de sa récade ! »

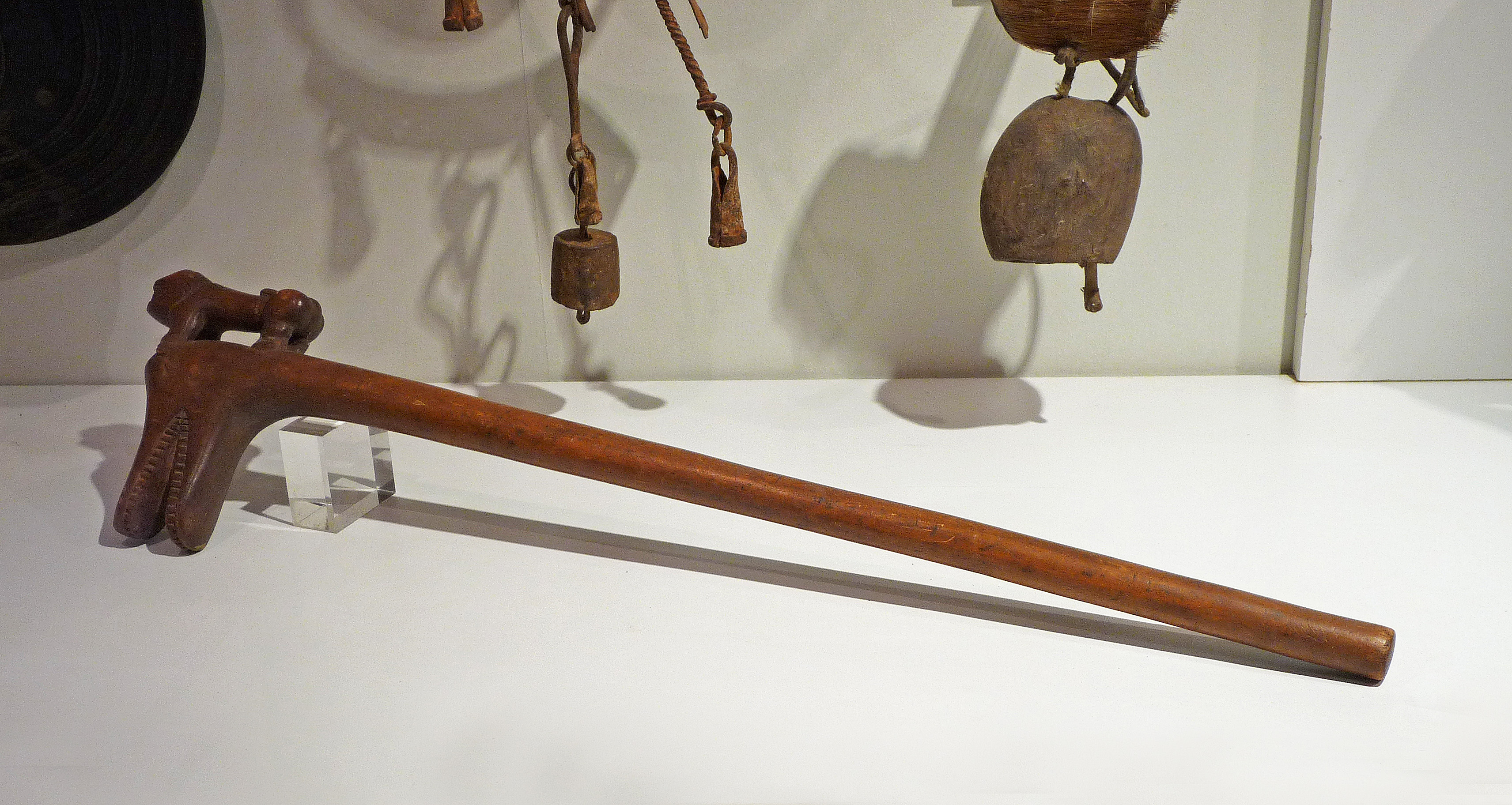
Symbole du roi Glélé, au musée Barrois.

## Le Petit Musée de la Récade
Situé au Centre, à Abomey-Calavi (Bénin), le Petit Musée de la Récade présente une collection de 41 récades traditionnelles. Ces objets sont préservés et conservés dans ce musée réalisé par l'architecte Réné Bouchara. 
En dialogue avec ces récades traditionnelles, 21 récades contemporaines sont également exposées : Julien Vignikin, MD MariusDansou, Prince Toffa, Dominique Zinkpè, Kossi Aguessy, Laurent Bruchet, Benjamin Deguenon, Glele, Korblah, Tchif, Remy Samuz, Djéka, G. Nea, etc.

## Galerie

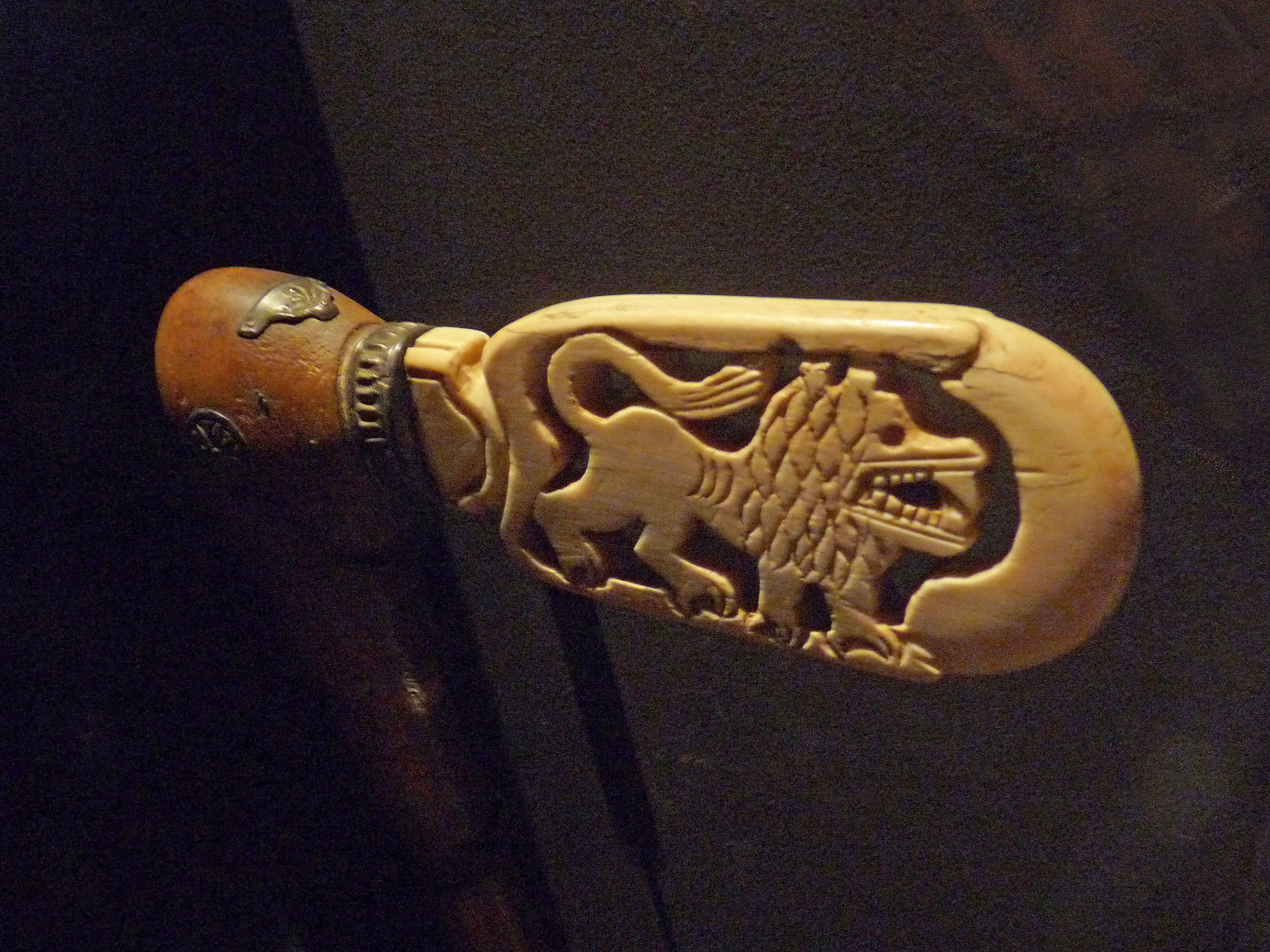
Récade du Royaume d'Abomey (Musée du quai Branly).
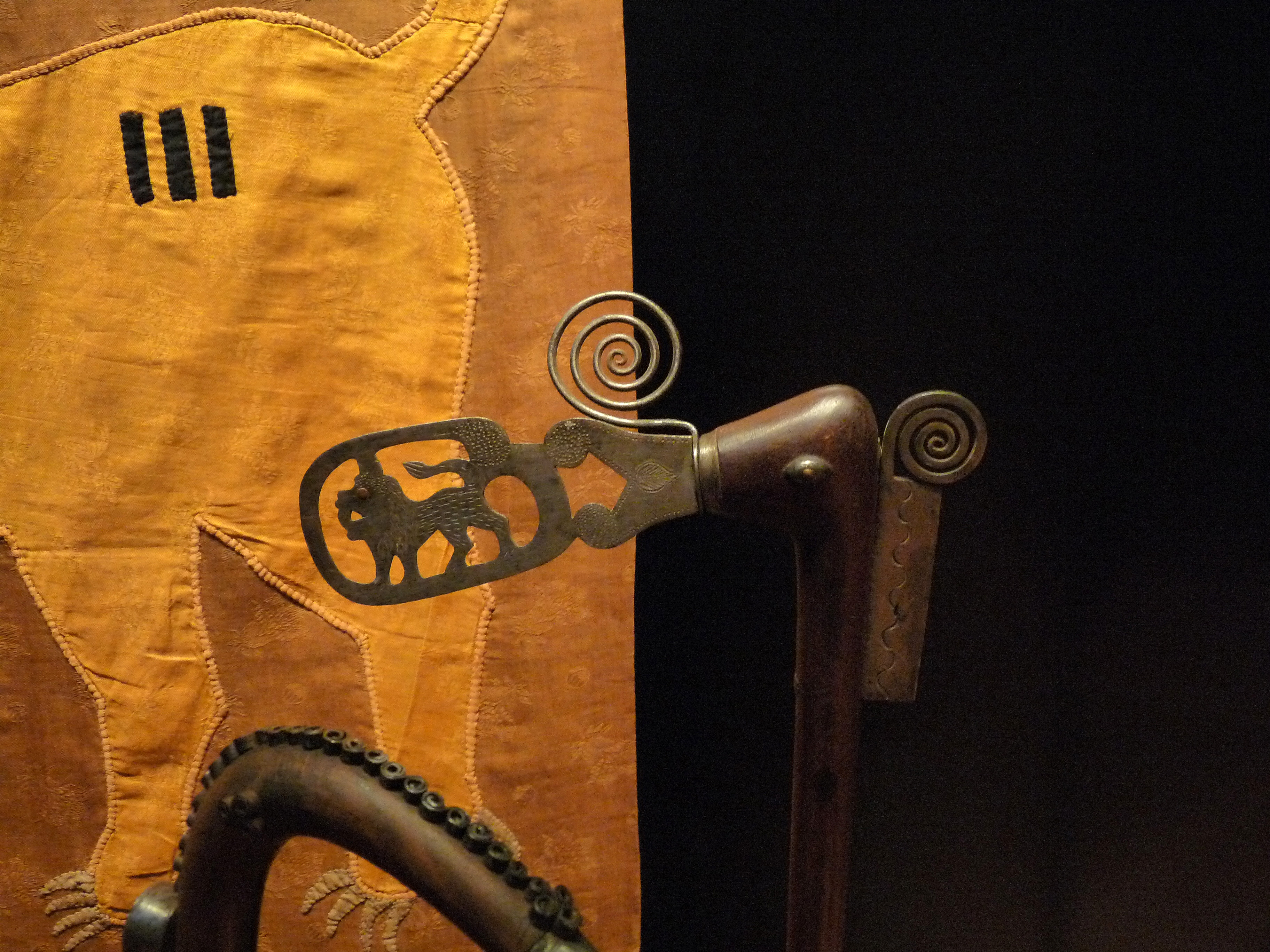
Musée du quai Branly.
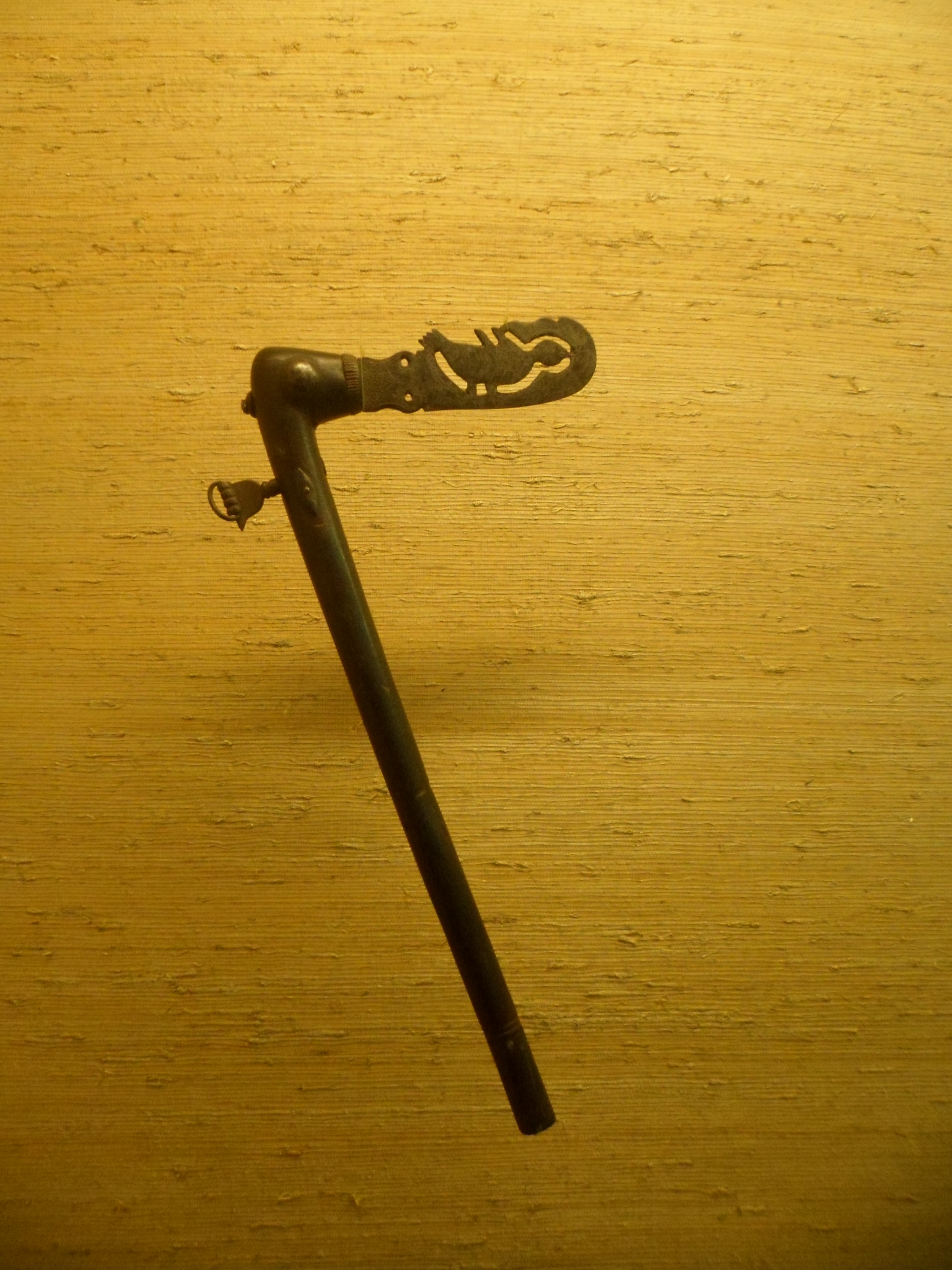
Récade du Dahomey (Musée royal de l'Afrique centrale, Tervuren, Belgique).
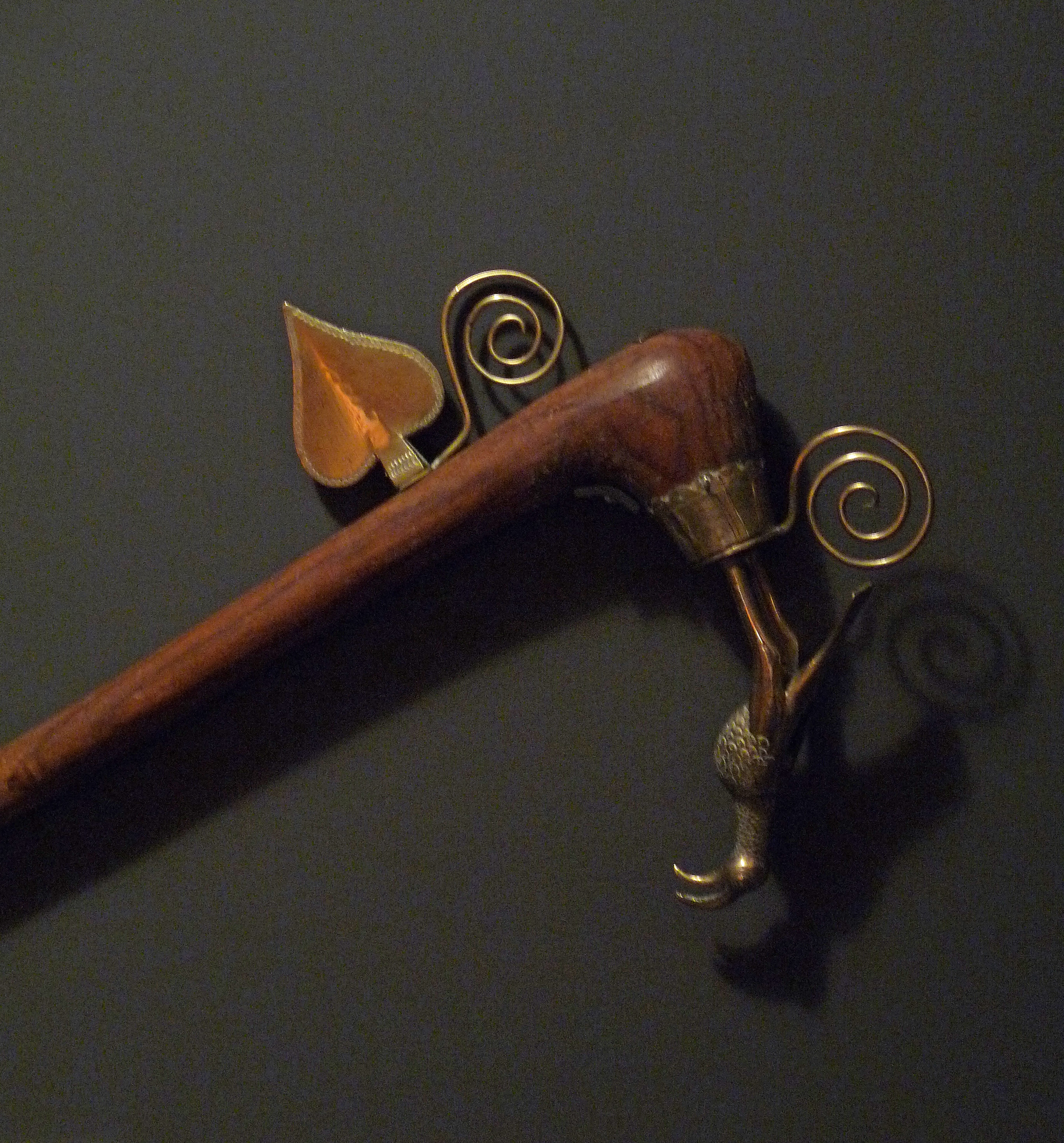
Musée de la Compagnie des Indes, Lorient.
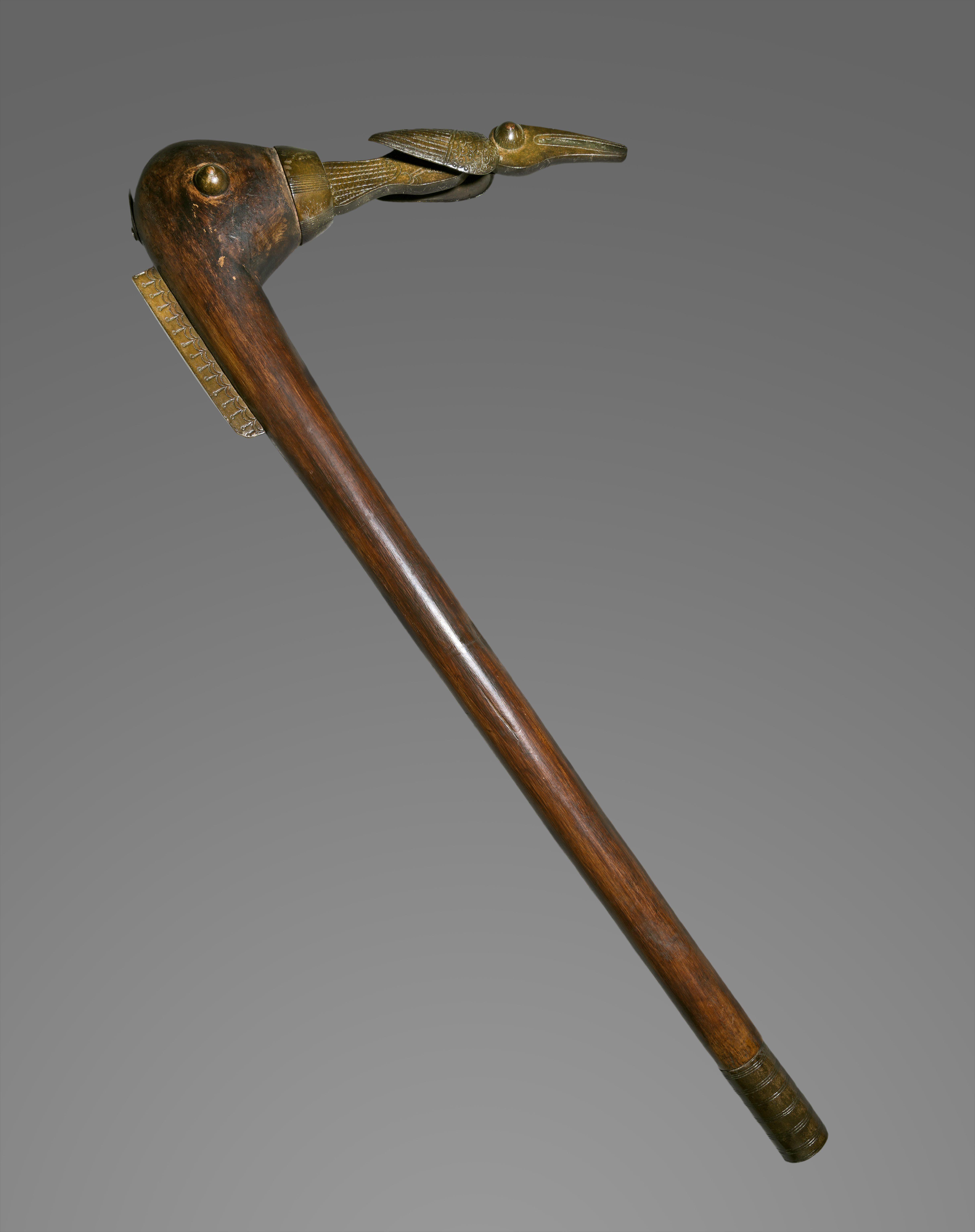
Récade du Peuple fon (Muséum de Toulouse).